# Alfenio Ceionio Giuliano Camenio
Alfenio Ceionio Giuliano signo Camenio (in latino Alfenius Ceionius Iulianus Kamenius; 343 – 385) è stato un senatore e politico romano.
Nipote di Marco Ceionio Giuliano Camenio (praefectus urbi nel 333) e forse figlio di Publio Publilio Ceionio Giuliano (corrector Tusciae et Umbriae), era di famiglia senatoriale, con il grado di vir clarissimus. Nel corso della sua carriera politica, ricoprì le cariche di questore candidato, pretore trionfale, membro del collegio dei septemviri epulones, nonché consularis della Numidia e infine vicarius della diocesi di Africa (381).
Figura prominente dell'aristocrazia pagana del IV secolo, ricoprì i seguenti sacerdozi religiosi: master numini, pater dei riti di Mitra, ierofante di Ecate, archibucolus («arcipastore») del dio Liber, membro del collegio dei quindecemviri sacris faciundis, tauroboliato della Madre degli Dei, pontefice maggiore.
Nel 368 fu accusato di aver praticato la magia e processato insieme a Tarracio Basso, Marciano ed Eusafio, tutti senatori; a causa della debolezza delle prove furono dichiarati innocenti.
La sua domus era sul Quirinale, a sud-est di Palazzo Barberini.
Morì nel 385 e fu sepolto nella sua villa nei pressi del Lago di Fogliano.